# 500 Milhas de Indianápolis de 1953
Resultados da trigésima sétima edição das 500 Milhas de Indianápolis realizadas no Indianapolis Motor Speedway à 30 de maio de 1953, valendo também como segunda etapa do mundial de Fórmula 1. O vencedor foi o norte-americano Bill Vukovich.

## Resumo
Quinze dias antes da prova duas mortes abalaram o referido evento: Chet Miller perdeu o controle do carro e atingiu o muro de concreto a cerca de 160 km/h e, naquele mesmo 15 de maio, Carl Scarborough morreu após sofrer um colapso por conta do forte calor.

## Classificação da prova

### Treino classificatório
| Pos. | Nº | Piloto            | Equipe                         | Chassi               | Motor              | Pneu | Tempo     | Diferença |
| ---- | -- | ----------------- | ------------------------------ | -------------------- | ------------------ | ---- | --------- | --------- |
| 1    | 14 | Bill Vukovich     | Fuel Injection/Howard Keck     | Kurtis Kraft 500A    | Offenhauser L4 4.5 | F    | 01'05"033 |           |
| 2    | 59 | Fred Agabashian   | Grancor-Elgin Piston Pin       | Kurtis Kraft 500B    | Offenhauser L4 4.5 | F    | 01'05"460 | 0.427     |
| 3    | 5  | Jack McGrath      | Jack Hinkle                    | Kurtis Kraft 4000    | Offenhauser L4 4.5 | F    | 01'05"930 | 0.897     |
| 4    | 88 | Manny Ayulo       | Peter Schmidt                  | Kuzma Indy Roadster  | Offenhauser L4 4.5 | F    | 01'05"990 | 0.957     |
| 5    | 32 | Andy Linden       | Cop-Sil-Loy/Rotary Engineering | Stevens ???          | Offenhauser L4 4.5 | F    | 01'06"210 | 1.177     |
| 6    | 98 | Tony Bettenhausen | J.C. Agajanian                 | Kuzma Indy Roadster  | Offenhauser L4 4.5 | F    | 01'06"210 | 1.177     |
| 7    | 55 | Jerry Hoyt        | John Zink                      | Kurtis Kraft 4000    | Offenhauser L4 4.5 | F    | 01'06"380 | 1.347     |
| 8    | 21 | Johnnie Parsons   | Belond Equa-Flow               | Kurtis Kraft 500B    | Offenhauser L4 4.5 | F    | 01'06"420 | 1.387     |
| 9    | 3  | Sam Hanks         | Bardahl/Ed Walsh               | Kurtis Kraft 4000    | Offenhauser L4 4.5 | F    | 01'06"440 | 1.407     |
| 10   | 92 | Rodger Ward       | M.A. Walker Electric           | Kurtis Kraft 4000    | Offenhauser L4 4.5 | F    | 01'06"470 | 1.437     |
| 11   | 29 | Bob Scott         | Belond Equa-Flow/Bromme        | Bromme ???           | Offenhauser L4 4.5 | F    | 01'06"550 | 1.517     |
| 12   | 16 | Art Cross         | Springfield Welding/Paoli      | Kurtis Kraft 4000    | Offenhauser L4 4.5 | F    | 01'06"590 | 1.557     |
| 13   | 41 | Gene Hartley      | Federal Engineering            | Kurtis Kraft 4000    | Offenhauser L4 4.5 | F    | 01'06"640 | 1.607     |
| 14   | 23 | Walt Faulkner     | Automobile Shippers/Casaroll   | Kurtis Kraft 500A    | Offenhauser L4 4.5 | F    | 01'06"700 | 1.667     |
| 15   | 38 | Don Freeland      | Bob Estes                      | Watson Indy Roadster | Offenhauser L4 4.5 | F    | 01'06"820 | 1.787     |
| 16   | 97 | Chuck Stevenson   | J.C. Agajanian                 | Kuzma Indy Roadster  | Offenhauser L4 4.5 | F    | 01'06"950 | 1.917     |
| 17   | 7  | Paul Russo        | Federal Engineering            | Kurtis Kraft 3000    | Offenhauser L4 4.5 | F    | 01'07"070 | 2.037     |
| 18   | 62 | Spider Webb       | Lubri-Loy/3-L Racing Team      | Kurtis Kraft 3000    | Offenhauser L4 4.5 | F    | 01'07"140 | 2.107     |
| 19   | 73 | Carl Scarborough  | McNamara/Lee Elkins            | Kurtis Kraft 2000    | Offenhauser L4 4.5 | F    | 01'07"280 | 2.247     |
| 20   | 12 | Ernie McCoy       | H.A. Chapman                   | Stevens ???          | Offenhauser L4 4.5 | F    | 01'08"240 | 3.207     |
| 21   | 48 | Jimmy Daywalt     | Sumar/Chapman Root             | Kurtis Kraft 3000    | Offenhauser L4 4.5 | F    | 01'08"300 | 3.267     |
| 22   | 22 | Marshall Teague   | Pure Oil/Hart Fullerton        | Kurtis Kraft 4000    | Offenhauser L4 4.5 | F    | 01'08"330 | 3.297     |
| 23   | 83 | Mike Nazaruk      | Kalamazoo/Lee Elkins           | Turner ???           | Offenhauser L4 4.5 | F    | 01'09"320 | 4.287     |
| 24   | 77 | Pat Flaherty      | Peter Schmidt                  | Kurtis Kraft 3000    | Offenhauser L4 4.5 | F    | 01'09"410 | 4.377     |
| 25   | 2  | Jim Rathmann      | Travelon Trailer / Ernest Ruiz | Kurtis Kraft 500B    | Offenhauser L4 4.5 | F    | 01'09"420 | 4.387     |
| 26   | 9  | Duke Nalon        | Novi Governor                  | Kurtis Kraft ???     | Novi L8 c 3.0      | F    | 01'09"440 | 4.407     |
| 27   | 4  | Duane Carter      | Miracle Power                  | Lesovsky ?           | Offenhauser L4 4.5 | F    | 01'09"580 | 4.547     |
| 28   | 49 | Bill Holland      | Ray Crawford                   | Kurtis Kraft 500B    | Offenhauser L4 4.5 | F    | 01'10"280 | 5.247     |
| 29   | 51 | Bob Sweikert      | Dean Van Lines                 | Kuzma Indy Roadster  | Offenhauser L4 4.5 | F    | 01'10"800 | 5.767     |
| 30   | 99 | Cal Niday         | Miracle Power                  | Kurtis Kraft 4000    | Offenhauser L4 4.5 | F    | 01'11"130 | 6.097     |
| 31   | 8  | Jimmy Bryan       | Blakely Oil                    | Schroeder ???        | Offenhauser L4 4.5 | F    | 01'11"490 | 6.457     |
| 32   | 53 | Jimmy Davies      | Pat Clancy                     | Kurtis Kraft 500B    | Offenhauser L4 4.5 | F    | 01'11"610 | 6.577     |
| 33   | 56 | Johnny Thomson    | Dr. R.N. Sabourin              | Del Roy ???          | Offenhauser L4 4.5 | F    | 01'11"610 | 6.577     |

### Corrida
| Pos. | Nº | Piloto            | Equipe                         | Chassi               | Motor              | Pneu | Voltas | Tempo                         | Grid | Pontos |
| ---- | -- | ----------------- | ------------------------------ | -------------------- | ------------------ | ---- | ------ | ----------------------------- | ---- | ------ |
| 1    | 14 | Bill Vukovich     | Fuel Injection/Howard Keck     | Kurtis Kraft 500A    | Offenhauser L4 4.5 | F    | 200    | 3h 53m 01.690s (207.168 km/h) | 1    | 9      |
| 2    | 16 | Art Cross         | Springfield Welding/Paoli      | Kurtis Kraft 4000    | Offenhauser L4 4.5 | F    | 200    | 3h 56m 32.562s (+3m 30.871s)  | 12   | 6      |
| 3    | 3  | Sam Hanks         | Bardahl/Ed Walsh               | Kurtis Kraft 4000    | Offenhauser L4 4.5 | F    | 151    |                               | 9    | 2      |
| -    | 3  | Duane Carter      | Bardahl/Ed Walsh               | Kurtis Kraft 4000    | Offenhauser L4 4.5 | F    | 49     | 3h 57m 13.190s (+4m 11.500s)  | 9    | 2      |
| 4    | 59 | Fred Agabashian   | Grancor-Elgin Piston Pin       | Kurtis Kraft 500B    | Offenhauser L4 4.5 | F    | 104    |                               | 2    | 1,5    |
| -    | 59 | Paul Russo        | Grancor-Elgin Piston Pin       | Kurtis Kraft 500B    | Offenhauser L4 4.5 | F    | 96     | 3h 57m 40.930s (+4m 39.239s)  | 2    | 1,5    |
| 5    | 5  | Jack McGrath      | Jack Hinkle                    | Kurtis Kraft 4000    | Offenhauser L4 4.5 | F    | 200    | 4h 00m 51.390s (+7m 49.699s)  | 3    | 2      |
| 6    | 48 | Jimmy Daywalt     | Sumar/Chapman Root             | Kurtis Kraft 3000    | Offenhauser L4 4.5 | F    | 200    | 4h 01m 11.900s (+8m 10.210s)  | 21   |        |
| 7    | 2  | Jim Rathmann      | Travelon Trailer / Ernest Ruiz | Kurtis Kraft 500B    | Offenhauser L4 4.5 | F    | 112    |                               | 25   |        |
| -    | 2  | Eddie Johnson     | Travelon Trailer / Ernest Ruiz | Kurtis Kraft 500B    | Offenhauser L4 4.5 | F    | 88     | 4h 01m 47.710s (+8m 46.020s)  | 25   |        |
| 8    | 12 | Ernie McCoy       | H.A. Chapman                   | Stevens ???          | Offenhauser L4 4.5 | F    | 200    | 4h 03m 06.240s (+10m 04.550s) | 20   |        |
| 9    | 98 | Tony Bettenhausen | J.C. Agajanian                 | Kuzma Indy Roadster  | Offenhauser L4 4.5 | F    | 115    |                               | 6    |        |
| -    | 98 | Chuck Stevenson   | J.C. Agajanian                 | Kuzma Indy Roadster  | Offenhauser L4 4.5 | F    | 44     |                               | 6    |        |
| -    | 98 | Gene Hartley      | J.C. Agajanian                 | Kuzma Indy Roadster  | Offenhauser L4 4.5 | F    | 37     | Colisão                       | 6    |        |
| 10   | 53 | Jimmy Davies      | Pat Clancy                     | Kurtis Kraft 500B    | Offenhauser L4 4.5 | F    | 193    |                               | 32   |        |
| 11   | 9  | Duke Nalon        | Novi Governor                  | Kurtis Kraft ???     | Novi L8 c 3.0      | F    | 191    | Rotação                       | 26   |        |
| 12   | 73 | Carl Scarborough  | McNamara/Lee Elkins            | Kurtis Kraft 2000    | Offenhauser L4 4.5 | F    | 69     |                               | 19   |        |
| -    | 73 | Bob Scott         | McNamara/Lee Elkins            | Kurtis Kraft 2000    | Offenhauser L4 4.5 | F    | 121    |                               | 19   |        |
| 13   | 88 | Manny Ayulo       | Peter Schmidt                  | Kuzma Indy Roadster  | Offenhauser L4 4.5 | F    | 184    | Biela                         | 4    |        |
| 14   | 8  | Jimmy Bryan       | Blakely Oil                    | Schroeder ???        | Offenhauser L4 4.5 | F    | 183    |                               | 31   |        |
| 15   | 49 | Bill Holland      | Ray Crawford                   | Kurtis Kraft 500B    | Offenhauser L4 4.5 | F    | 141    |                               | 28   |        |
| -    | 49 | Jim Rathmann      | Ray Crawford                   | Kurtis Kraft 500B    | Offenhauser L4 4.5 | F    | 36     | Câmbio                        | 28   |        |
| 16   | 92 | Rodger Ward       | M.A. Walker Electric           | Kurtis Kraft 4000    | Offenhauser L4 4.5 | F    | 138    | Transmissão                   | 10   |        |
| -    | 92 | Andy Linden       | M.A. Walker Electric           | Kurtis Kraft 4000    | Offenhauser L4 4.5 | F    | 29     |                               | 10   |        |
| -    | 92 | Duke Dinsmore     | M.A. Walker Electric           | Kurtis Kraft 4000    | Offenhauser L4 4.5 | F    | 10     |                               | 10   |        |
| 17   | 23 | Walt Faulkner     | Automobile Shippers/Casaroll   | Kurtis Kraft 500A    | Offenhauser L4 4.5 | F    | 134    |                               | 14   |        |
| -    | 23 | Johnny Mantz      | Automobile Shippers/Casaroll   | Kurtis Kraft 500A    | Offenhauser L4 4.5 | F    | 42     |                               | 14   |        |
| 18   | 22 | Marshall Teague   | Pure Oil/Hart Fullerton        | Kurtis Kraft 4000    | Offenhauser L4 4.5 | F    | 169    | Vazamento de óleo             | 22   |        |
| 19   | 62 | Spider Webb       | Lubri-Loy/3-L Racing Team      | Kurtis Kraft 3000    | Offenhauser L4 4.5 | F    | 112    |                               | 18   |        |
| -    | 62 | Johnny Thomson    | Lubri-Loy/3-L Racing Team      | Kurtis Kraft 3000    | Offenhauser L4 4.5 | F    | 45     |                               | 18   |        |
| -    | 62 | Jackie Holmes     | Lubri-Loy/3-L Racing Team      | Kurtis Kraft 3000    | Offenhauser L4 4.5 | F    | 9      | Vazamento de óleo             | 18   |        |
| 20   | 51 | Bob Sweikert      | Dean Van Lines                 | Kuzma Indy Roadster  | Offenhauser L4 4.5 | F    | 151    | Suspensão                     | 29   |        |
| 21   | 83 | Mike Nazaruk      | Kalamazoo/Lee Elkins           | Turner ???           | Offenhauser L4 4.5 | F    | 146    | Motor                         | 23   |        |
| 22   | 77 | Pat Flaherty      | Peter Schmidt                  | Kurtis Kraft 3000    | Offenhauser L4 4.5 | F    | 115    | Colisão                       | 24   |        |
| 23   | 55 | Jerry Hoyt        | John Zink                      | Kurtis Kraft 4000    | Offenhauser L4 4.5 | F    | 82     |                               | 7    |        |
| -    | 55 | Chuck Stevenson   | John Zink                      | Kurtis Kraft 4000    | Offenhauser L4 4.5 | F    | 13     |                               | 7    |        |
| -    | 55 | Andy Linden       | John Zink                      | Kurtis Kraft 4000    | Offenhauser L4 4.5 | F    | 12     | Superaquecimento              | 7    |        |
| 24   | 4  | Duane Carter      | Miracle Power                  | Lesovsky ?           | Offenhauser L4 4.5 | F    | 94     | Ignição                       | 27   |        |
| 25   | 7  | Paul Russo        | Federal Engineering            | Kurtis Kraft 3000    | Offenhauser L4 4.5 | F    | 89     | Magneto                       | 17   |        |
| 26   | 21 | Johnnie Parsons   | Belond Equa-Flow               | Kurtis Kraft 500B    | Offenhauser L4 4.5 | F    | 86     | Motor                         | 8    |        |
| 27   | 38 | Don Freeland      | Bob Estes                      | Watson Indy Roadster | Offenhauser L4 4.5 | F    | 76     | Colisão                       | 15   |        |
| 28   | 41 | Gene Hartley      | Federal Engineering            | Kurtis Kraft 4000    | Offenhauser L4 4.5 | F    | 53     | Colisão                       | 13   |        |
| 29   | 97 | Chuck Stevenson   | J.C. Agajanian                 | Kuzma Indy Roadster  | Offenhauser L4 4.5 | F    | 42     | Fuga de gasolina              | 16   |        |
| 30   | 99 | Cal Niday         | Miracle Power                  | Kurtis Kraft 4000    | Offenhauser L4 4.5 | F    | 30     | Magneto                       | 30   |        |
| 31   | 29 | Bob Scott         | Belond Equa-Flow/Bromme        | Bromme ???           | Offenhauser L4 4.5 | F    | 14     | Fuga de óleo                  | 11   |        |
| 32   | 56 | Johnny Thomson    | Dr. R.N. Sabourin              | Del Roy ???          | Offenhauser L4 4.5 | F    | 6      | Ignição                       | 33   |        |
| 33   | 32 | Andy Linden       | Cop-Sil-Loy/Rotary Engineering | Stevens ???          | Offenhauser L4 4.5 | F    | 3      | Colisão                       | 5    |        |